# San Felipe International Airport
San Felipe International Airport är en flygplats i Mexiko.   Den ligger i kommunen Mexicali och delstaten Baja California, i den nordvästra delen av landet, 2 000 km nordväst om huvudstaden Mexico City. San Felipe International Airport ligger 28 meter över havet.
Terrängen runt San Felipe International Airport är huvudsakligen platt, men västerut är den kuperad. Havet är nära San Felipe International Airport åt nordost. Runt San Felipe International Airport är det glesbefolkat, med 8 invånare per kvadratkilometer. Närmaste större samhälle är San Felipe, 10,9 km norr om San Felipe International Airport. Trakten runt San Felipe International Airport är ofruktbar med lite eller ingen växtlighet.